# Анверса дељи Абруци
Анверса дељи Абруци (итал. Anversa degli Abruzzi) је насеље у Италији у округу Л'Аквила, региону Абруцо.
Према процени из 2011. у насељу је живело 347 становника. Насеље се налази на надморској висини од 578 м.

## Становништво
Према резултатима пописа становништва 2011. у општини је живело 368 становника.
| 1931. | 1936. | 1951. | 1961. | 1971. | 1981. | 1991. | 2001. | 2011. |
| ----- | ----- | ----- | ----- | ----- | ----- | ----- | ----- | ----- |
| 1.607 | 1.556 | 1.264 | 1.003 | 686   | 532   | 439   | 431   | 368   |